# Іршавський міст
Іршавський міст — історичний міст, є архітектурною пам'яткою міста, один з найкращих в архітектурному плані на Закарпатті. Розташований він на правій притоці річки Боржава — на річці Іршавка в центрі міста Іршава.
Конструктивно він має тільки дві опори — на берегах і має довжину 50 метрів. Збудований у вигляді арки, яка окрім естетичного виду виконує важливу практичну роль — навантаження, що передаються з прогонових конструкцій опорі, мають не тільки вертикальну, а й горизонтальну складову.
Міст споруджений у 1927-1928 роках на місці дерев'яного за часів першої Чехословацької республіки в межах програми розвитку транспортної інфраструктури Підкарпатської Русі.

## Галерея

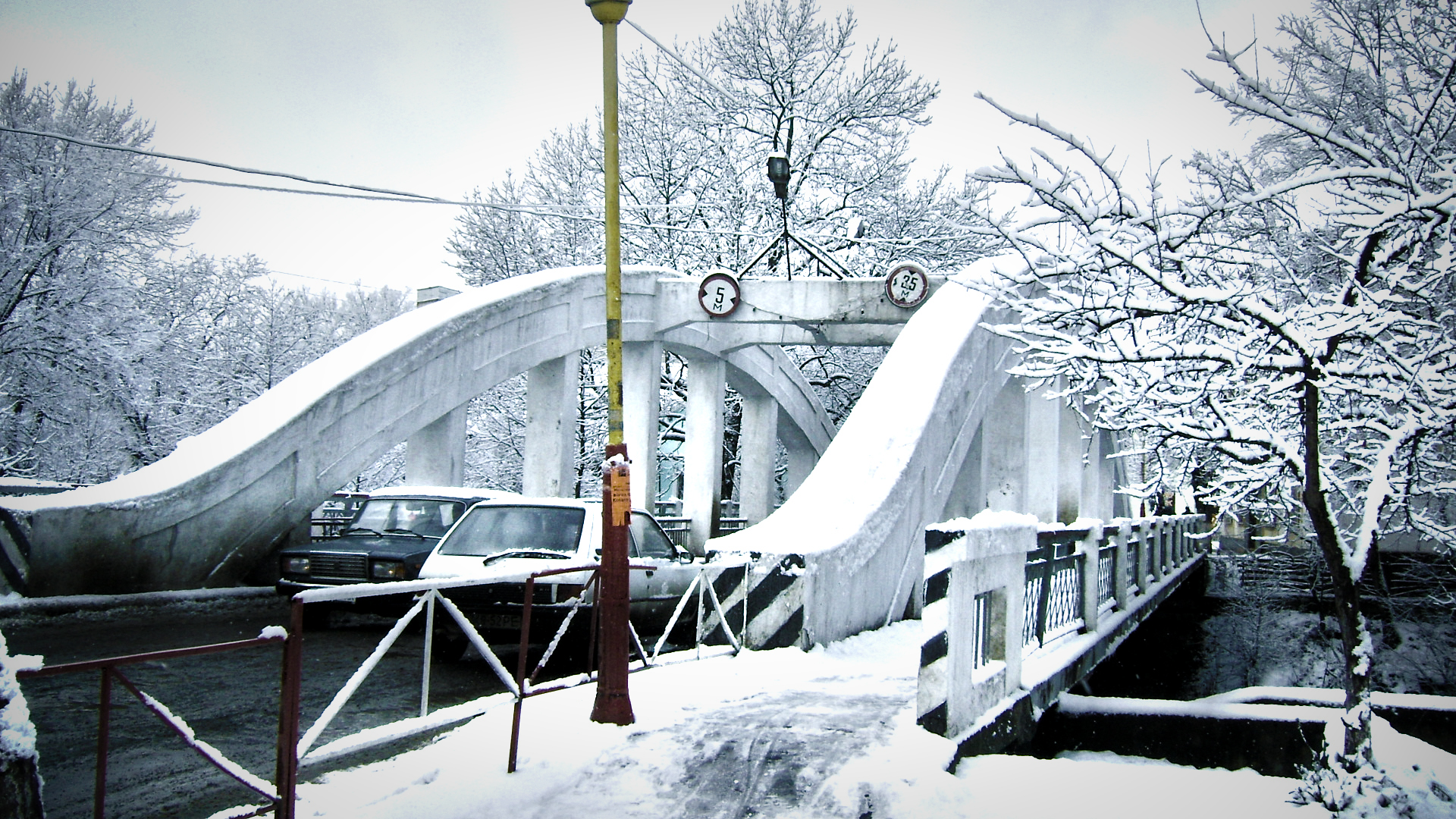
Іршавський міст